# Sajólászlófalva
Sajólászlófalva ist eine ungarische Gemeinde im Kreis Miskolc im Komitat Borsod-Abaúj-Zemplén.

## Geografische Lage
Sajólászlófalva liegt in Nordungarn, 12,5 Kilometer nordwestlich des Zentrums des Komitatssitzes und der Kreisstadt Miskolc, an dem Fluss Harica-patak. Nachbargemeinden sind Sajókápolna, Radostyán und Kondó.

## Geschichte
Im Jahr 1913 gab es in der damaligen Kleingemeinde 74 Häuser und 363 Einwohner auf einer Fläche von 1137 Katastraljochen. Sie gehörte zu dieser Zeit zum Bezirk Sajószentpéter im Komitat Borsod. 

## Sehenswürdigkeiten
- Gedenksäule zu Ehren von Gábor Egressy (Emlékoszlop Egressy Gábor tiszteletére), erschaffen von Zoltán Soós
- Reformierte Kirche, erbaut 1706
- Weltkriegsdenkmal (II. világháborús emlékmű)

## Söhne und Töchter der Gemeinde
- Gábor Egressy (1808–1866), Schauspieler

## Verkehr
Am nördlichen Rand von Sajólászlófalva verläuft die Landstraße Nr. 2517. Es bestehen Busverbindungen in alle umliegenden Gemeinden sowie über Sajószentpéter und Sajókeresztúr nach Miskolc. Der nächstgelegene Bahnhof befindet sich ungefähr fünf Kilometer nordöstlich in Sajószentpéter.